# NA-4210
La  NA-4210  es una carretera local perteneciente a la Red de Carreteras de Navarra que se inicia en PK 6,79 de N-121-A y termina en PK 2,89 de NA-4100. Tiene una longitud de 7,82 kilómetros.